# Canal Rural (Argentina)
Canal Rural é um canal de televisão por cabo argentino para América Latina dedicado à produção do campo, agroindustrial e alimentar. Transmite 24 horas, os 365 dias do ano. Tem notícias ao vivo, com informação própria e redigida por especialistas nacionais e internacionais, notas técnicas, de economia e mercados, documentários e tudo sobre a vida rural.
Canal Rural cobre toda aquela informação política, económica, meteorológica e técnica que o produtor da região precisa saber.
Transmite para Colômbia, Equador, Peru, Chile, Argentina, Uruguai, Paraguai, e também a outros países da região.
É operado por IESA, propriedade do fundo 34 South Média LLC. É um canal FTA, isto é, sua emissão via satélite carece de codificação pelo que pode ser vista de forma gratuita por qualquer que possua o equipamento necessário.
Em agosto de 2014, como parte de sua adequação à Lei de Serviços de Comunicação Audiovisual, o Grupo Clarin decide vender suas ações pertencentes à empresa IESA (Inversora de Eventos S.A.). Foram vendidas ao fundo investidor norte-americano 34 South Média LLC. Dantes de sua venda, o canal foi agregado a IESA, propriedade até então da Artear.